# Open Krys de Mont-de-Marsan 2011
L'Open Krys de Mont-de-Marsan 2011 è stato un torneo professionistico di tennis femminile giocato sulla terra rossa. È stata l'11ª edizione del torneo, che fa parte dell'ITF Women's Circuit nell'ambito dell'ITF Women's Circuit 2011. Si è giocato a Mont-de-Marsan in Francia dal 12 al 18 settembre 2011.

## Partecipanti

### Teste di serie
| Nazionalità | Giocatrice             | Ranking* | Testa di serie |
| ----------- | ---------------------- | -------- | -------------- |
| Francia     | Alizé Lim              | 220      | 1              |
| Francia     | Laura Thorpe           | 230      | 2              |
| Svizzera    | Conny Perrin           | 283      | 3              |
| Italia      | Anastasia Grymalska    | 349      | 4              |
| Venezuela   | Andrea Gámiz           | 355      | 5              |
| Bulgaria    | Aleksandrina Najdenova | 359      | 6              |
| Grecia      | Despina Papamichail    | 371      | 7              |
| Romania     | Laura-Ioana Andrei     | 412      | 8              |

- Ranking al 29 agosto 2011.

### Altre partecipanti
Giocatrici che hanno ricevuto una wild card:
- Amandine Hesse
- Marine Partaud
- Jade Suvrijn
- Alice Tisset

Giocatrici che sono passate dalle qualificazioni:
- Manon Arcangioli
- Ainhoa Atucha Gómez
- Alice Bacquie
- Claudia Coppola
- Rachel Girard
- Svetlana Piquerez
- Agathe Timsit
- Maud Vigné

## Campionesse

### Singolare
Bianca Botto ha battuto in finale  Laura Thorpe con il punteggio di 6–2, 6–4

### Doppio
Karolina Nowak /  Conny Perrin hanno battuto in finale  Céline Cattaneo /  Natalia Orlova con il punteggio di 2–6, 6–2, [10–7]